# Dorud
Dorūd o Do Rūd (farsi دورود) è il capoluogo dello shahrestān di Dorud, circoscrizione Centrale, nella provincia del Lorestan. Aveva, nel 2006, una popolazione di 100.528 abitanti. Do Rūd in persiano significa "due fiumi".